# アントニオ・プエルタ
アントニオ・ホセ・プエルタ・ペレス（Antonio José Puerta Pérez, 1984年11月26日 - 2007年8月28日）は、スペイン・セビリア出身の元サッカー選手。ポジションはMF・DF。

## 略歴
セビージャのカンテラ出身で、2003-2004シーズンにトップチームデビュー。2006年4月27日に行われたUEFAカップ準決勝シャルケ04戦ではゴールをあげ、セビージャを史上初のUEFAカップ決勝に進出させた（セビージャはそのまま優勝）。その後2シーズンの間に5つのタイトルを獲得したセビージャの中心選手となった。
スペインU-21代表経験（キャップ数5）がある。2006年10月にはA代表に初招集され、10月7日のEURO 2008予選スウェーデン戦で代表デビューした。また、レアル・マドリードやマンチェスター・ユナイテッド、アーセナルといったクラブがプエルタの獲得に興味を示していると報道された。

## 突然の死とその後
順風満帆であったが2007年8月25日、プエルタはサンチェス・ピスフアンで行われた2007-2008シーズン開幕戦のヘタフェCF戦で、前半35分にピッチで突然意識を失うアクシデントに見舞われた。その場で行われた治療で意識を取り戻したプエルタは、立ち上がって自分の足でロッカールームへ向かったがそこで再び倒れ、セビリア市内の病院に搬送された。ICUで治療を受けたものの、意識を取り戻してから再び心不全を起こすなどして幾度か心肺機能停止状態となり、これによる脳へのダメージなども考えられるなど極めて予断を許さない状況となっていた。
セビージャFCと同じアンダルシア州セビリアに本拠を置き、普段は激しく対立する事からリーグ有数のライバル関係とされるベティスにもこの波紋は広がっていた。8月26日、隣県のウエルバで行われたレクレアティーボ戦では4000人ほどのファンがプエルタの回復を願う人文字を作り出し、試合後に選手達はプエルタの入院先へ駆け付けていた。またベティス首脳陣も公にプエルタへの応援の態度を表した。ライバル関係さえ超えてスペイン中が回復を願ったものの、スペイン時間の8月28日14時過ぎに懸命の治療の甲斐なく、死亡が確認された。前途有望とされていたプエルタのわずか22歳での死は、世界中にショックを与えた。
医師はその死の原因が、特発性拡張型心筋症の一種で「不整脈源性右室心筋症（不整脈源性右室異形成）」と呼ばれる遺伝や突然変異等によって起こる心臓疾患であったことを明らかにしている。事実、プエルタは以前も練習中と試合中の二度にわたって気を失ったことがあった。しかし、都度行われていた検査では異常が見られず経過観察となっていた。遺体は28日深夜にサンチェス・ピスフアンに運ばれ安置されたが、深夜にも関わらず、5000人ものセビージャとベティスのファンがプエルタを迎えた。翌29日は約2万人もの人々が弔問に詰めかけている。また、ライバルチームであるベティスを始めとしたリーガエスパニョーラに所属する各クラブの公式HP、スペインの主要スポーツ紙のHPでも喪章を表示し、哀悼の記事が掲載された。
セビージャの本拠地であるサンチェス・ピスフアンでの試合では、現在でもプエルタの背番号になぞらえた前半16分に必ず、プエルタの応援歌が歌われている。
プエルタの父親はベティスのカンテラでプレーしていた。しかしプエルタ自身は根っからのセビジスタ（セビージャのファン）で、セビージャダービーを前にした際のインタビューで「ベティコ（ベティスのファン）の友人はいない」と言い切ったほどである。
プエルタの死の約2ヶ月後（10月22日）に生まれた息子にはじめは"アイトール"とつける予定だったが、父の"アントニオ"を受け継ぐことが決まった。
背番号16は息子のアントニオが18歳になるまで欠番になるようにしようとしたが、リーガからの許可が下りなかった。
2008年6月30日、EURO 2008を制したスペイン代表は試合後、皆ユニフォーム姿だったが、セルヒオ・ラモスだけはユニフォームを脱ぎ、顔写真と「いつも一緒にいる」のメッセージ入りの白いＴシャツを着ていた。背中には背番号15、顔写真は先に亡くなったアントニオ・プエルタのものだった。尚、プエルタとラモスはセビージャの下部組織時代から2004-2005年シーズンまでチームメイトだった。
スペイン代表が初優勝を果たした2010 FIFAワールドカップ・南アフリカ大会の表彰セレモニーでも、セルヒオ・ラモスは上記のＴシャツを着ている。また、ヘスス・ナバスが試合中に着用していたアンダーシャツにも手書きと思われる同様のメッセージが書き込まれていた。ナバスもまたプエルタと下部組織時代からのチームメイトだった。
その4年後のEURO 2012でスペイン代表が再び優勝した際にも、セルヒオ・ラモスが同様のＴシャツを着てトロフィーを掲げた。また、セスク・ファブレガスもプエルタの名前がプリントされたＴシャツを着用していた。(セスクのＴシャツには、プエルタの他に、2009年に心臓発作で亡くなったダニエル・ハルケ、2012年6月6日に心臓発作で亡くなったマヌエル・プレシアード、同年6月24日に骨盤の悪性腫瘍が原因で亡くなったミキ・ロケの名前が記されていた。)
また、セビージャがUEFAヨーロッパリーグ を優勝した際にも、プエルタの姿が印刷されたTシャツを選手たちが着用していた。

## 個人成績
| クラブ       | シーズン     | リーグ                  | リーグ | リーグ | 国王杯 | 国王杯 | UEFA | UEFA | その他 | その他 | 通算 | 通算 |
| クラブ       | シーズン     | ディヴィジョン          | 出場   | 得点   | 出場   | 得点   | 出場 | 得点 | 出場   | 得点   | 出場 | 得点 |
| ------------ | ------------ | ----------------------- | ------ | ------ | ------ | ------ | ---- | ---- | ------ | ------ | ---- | ---- |
| セビージャB  | 2002-03      | セグンダ・ディビシオンB | 7      | 1      | -      | -      | -    | -    | 0      | 0      | 7    | 1    |
| セビージャB  | 2003-04      | セグンダ・ディビシオンB | 33     | 4      | -      | -      | -    | -    | 4      | 0      | 37   | 4    |
| セビージャB  | 2004-05      | セグンダ・ディビシオンB | 27     | 1      | -      | -      | -    | -    | 2      | 0      | 29   | 1    |
| セビージャB  | 2005-06      | セグンダ・ディビシオンB | 2      | 0      | -      | -      | -    | -    | 0      | 0      | 2    | 0    |
| セビージャB  | クラブ通算   | クラブ通算              | 69     | 6      | 0      | 0      | 0    | 0    | 6      | 0      | 75   | 6    |
| セビージャ   | 2003-04      | ラ・リーガ              | 1      | 0      | 0      | 0      | 0    | 0    | 0      | 0      | 1    | 0    |
| セビージャ   | 2004-05      | ラ・リーガ              | 6      | 1      | 3      | 0      | 0    | 0    | 0      | 0      | 9    | 1    |
| セビージャ   | 2005-06      | ラ・リーガ              | 17     | 2      | 0      | 0      | 12   | 2    | 0      | 0      | 29   | 4    |
| セビージャ   | 2006-07      | ラ・リーガ              | 30     | 2      | 6      | 0      | 11   | 0    | 0      | 0      | 47   | 2    |
| セビージャ   | 2007-08      | ラ・リーガ              | 1      | 0      | 0      | 0      | 0    | 0    | 1      | 0      | 2    | 0    |
| セビージャ   | クラブ通算   | クラブ通算              | 55     | 5      | 9      | 0      | 23   | 2    | 1      | 0      | 88   | 7    |
| キャリア通算 | キャリア通算 | キャリア通算            | 124    | 11     | 9      | 0      | 23   | 2    | 7      | 0      | 163  | 13   |

## 所属クラブ
- 2002 - 2004  セビージャFC B
- 2004 - 2007  セビージャFC

## タイトル
- UEFAカップ（2006年、2007年）
- UEFAスーパーカップ（2006年）
- コパ・デル・レイ（2007）
- スーペルコパ・デ・エスパーニャ（2007年）